# Erica stagnalis
Erica stagnalis är en ljungväxtart. Erica stagnalis ingår i släktet klockljungssläktet, och familjen ljungväxter.

## Underarter
Arten delas in i följande underarter:
- E. s. minor
- E. s. stagnalis